# ORP Bitny (1944)
ORP Bitny – polski ścigacz okrętów podwodnych z okresu zimnej wojny. Kadłub okrętu został zbudowany w 1944 roku w stoczni Weichselwerft GmbH w Płocku, a po zakończeniu II wojny światowej został odnaleziony w Toruniu. W latach 1950–1953 jednostka została odbudowana i ukończona w Stoczni Marynarki Wojennej w Gdyni. Okręt przyjęto w skład Marynarki Wojennej 18 lipca 1953 roku. Jednostka, oznaczona podczas służby znakiem burtowym S-72, została skreślona z listy floty w styczniu 1957 roku.

## Projekt i budowa
Okręt (a właściwie jego kadłub) należał do niemieckiego typu ZPK (niem. Zerlegbare Polizei-Kampfboote) – ścigaczy przeciwpartyzanckich. Jednostki te, zaprojektowane w 1942 roku, miały posiadać silne uzbrojenie, złożone z poczwórnego stanowiska działek 20 mm Flakvierling 38 oraz działa przeciwpancernego KwK 38(t), opancerzenie newralgicznych elementów i prostą konstrukcję, dzięki czemu czas budowy ścigacza miał wynieść jedynie trzy tygodnie. Okręty miały też możliwość transportu drogowego.
Ścigacz zbudowany został w 1944 roku w stoczni Weichselwerft GmbH w okupowanym Płocku (niem. Schröttersburg), lecz nie został ukończony. Po zakończeniu działań wojennych kadłub jednostki został odnaleziony w Toruniu. W 1950 roku koleją przewieziono go do Gdyni, gdzie w Stoczni Marynarki Wojennej podjęto prace nad ukończeniem okrętu jako szkolnego dla podchorążych Oficerskiej Szkoły Marynarki Wojennej. Ukończona w połowie 1953 roku jednostka ostatecznie stała się ścigaczem okrętów podwodnych.

## Dane taktyczno-techniczne

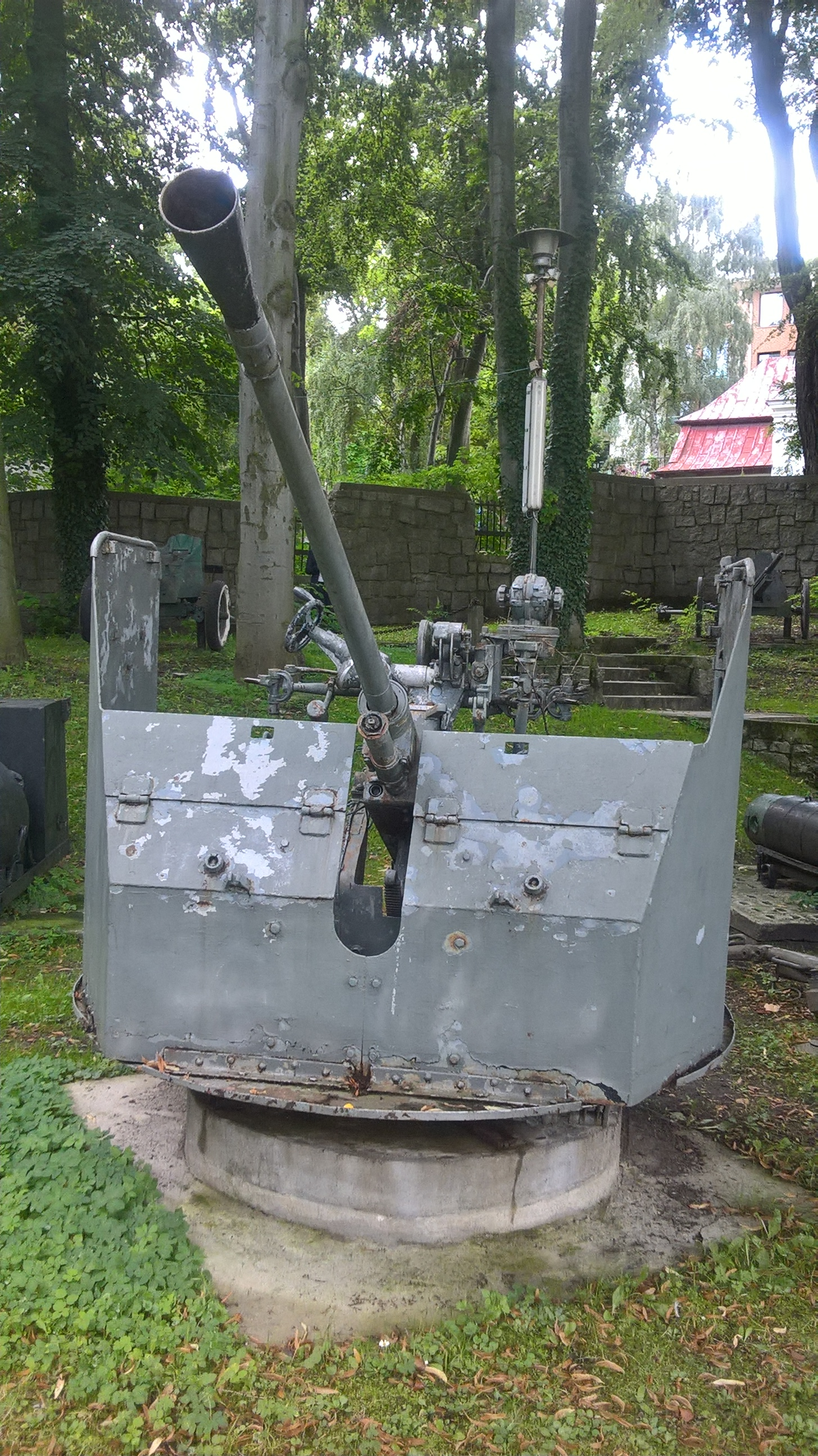
Działko przeciwlotnicze 70-K kal. 37 mm, Muzeum Marynarki Wojennej w Gdyni.

Okręt był niewielkim ścigaczem okrętów podwodnych. Długość całkowita stalowego, w większości nitowanego kadłuba wynosiła 29,74 metra (28,76 metra na konstrukcyjnej linii wodnej), szerokość 4,71 metra i zanurzenie 1,31 metra. Podzielony był na siedem przedziałów wodoszczelnych i wykonany z blachy stalowej grubości 3–4 mm (wręgi i grodzie miały grubość 2 mm). Stalowy pokład miał grubość od 2 mm na dziobie i rufie do 4 mm na śródokręciu, pokryty drewnem o grubości 2,5 cm (z obniżeniem o około 40 cm na odcinku 6,65 m od rufy). Wysokość konstrukcyjna jednostki liczyła 3,06 metra, a wyporność pełna około 65–70 ton. Okręt napędzany był przez dwa 12-cylindrowe, chłodzone cieczą lotnicze silniki benzynowe Hispano-Suiza 12Y o łącznej mocy 1720 koni mechanicznych (KM). Dwa wały napędowe poruszały dwoma śrubami; okręt posiadał dwa stery opływowe. Maksymalna prędkość okrętu miała wynosić 20,5 węzła, jednak osiągnięto jedynie 17,1 węzła. Okręt zabierał 4,2 tony paliwa w czterech zbiornikach oraz 1,1 tony słodkiej wody. Energię elektryczną zapewniała prądnica prądu stałego o napięciu 115 V i mocy 8,8 KM, napędzana silnikiem benzynowym o mocy 14 KM przy 2900 obr./min. Jednostka była wyposażona zarówno w centralne ogrzewanie, jak i wentylację.
Uzbrojenie artyleryjskie jednostki stanowiły dwa pojedyncze działka automatyczne kal. 37 mm 70-K L/73, umiejscowione na dziobie i rufie, z łącznym zapasem amunicji wynoszącym 1500 sztuk oraz pojedynczy karabiny maszynowe DSzK L/79 na nadbudówce, z zapasem 4800 sztuk amunicji. Broń ZOP stanowiły dwie ramowe zrzutnie bomb głębinowych B-1 (z łącznym zapasem 12 bomb). Wyposażenie radioelektroniczne obejmowało dwie radiostacje (Skumbrija i 7A7), radar Neptun (zakupiony w ZSRR w 1954 roku) i sonar Tamir-1. Oprócz tego okręt miał na nadbudówce reflektor. Wyposażenie uzupełniała kotwica patentowa o masie 100 kg, jedna tratwa i pięć kół ratunkowych.
Ścigacz posiadał opancerzenie przodu nadbudówki (o grubości 10 mm) i komory amunicyjnej (5 mm).
Załoga okrętu składała się z 3 oficerów, 5 podoficerów i 22 marynarzy.

## Służba
1 marca 1952 roku sformowano załogę okrętu, jeszcze przed ukończeniem jednostki. 10 lipca 1953 roku przeprowadzono próby morskie, a 18 lipca ścigacz pod nazwą ORP „Bitny” został przyjęty w skład Marynarki Wojennej. Okręt został przydzielony do Bazy Marynarki Wojennej w Świnoujściu, pełniąc służbę wraz ze ścigaczem ORP „Błyskawiczny”. 15 lipca 1954 roku „Bitny” otrzymał oznaczenie burtowe S-72. W 1954 i 1955 roku jednostka wzięła udział w uroczystych obchodach Dni Morza, a jego dowódcą był w tym czasie por. mar. Kazimierz Jaszczuk. Podczas użytkowania okręt trapiły częste problemy z napędem (przegrzewanie się prawoburtowego silnika i przecieki instalacji paliwowej). Planowano wymianę silników na radzieckie silniki wysokoprężne M-50 o mocy 1000 KM każdy, jednak ostatecznie zrezygnowano z pomysłu i postanowiono wycofać jednostkę z linii. Okręt został skreślony z listy floty 8 stycznia 1957 roku, po niespełna czteroletnim okresie służby pod biało-czerwoną banderą.